# Лэншуйцзян
Лэншуйцзя́н (кит. упр. 冷水江, пиньинь Lěngshuǐjiāng) — городской уезд городского округа Лоуди провинции Хунань (КНР).

## История
С древних времён здесь добывали серебро. Изначально эти места были частью уезда Синьхуа. После образования КНР в 1949 году был создан Специальный район Шаоян (邵阳地区), и уезд вошёл в его состав. В 1951 году эти места были выделены в Особый район Инькуаншань (锡矿山特区), но в 1952 году особый район был расформирован и эти места вернулись в состав уезда Синьхуа. 9 июля 1961 года эти места были выделены в отдельный город Лэнцзян (冷江市), но 20 октября 1962 года это решение было отменено.
10 октября 1969 года эти места были выделены в отдельный городской уезд Лэншуйцзян.
В 1970 году Специальный район Шаоян был переименован в Округ Шаоян (邵阳地区).
Постановлением Госсовета КНР от 29 сентября 1977 года северная часть Округа Шаоян была выделена в отдельный Округ Ляньюань (涟源地区), и городской уезд перешёл в его состав.
Постановлением Госсовета КНР от 11 декабря 1982 года Округ Ляньюань был переименован в Округ Лоуди (娄底地区).
Постановлением Госсовета КНР от 20 января 1999 года округ Лоуди был преобразован в городской округ.

## Административное деление
Городской уезд делится на 4 уличных комитета, 5 посёлков и 1 волость.